# Paralichthys hilgendorfii
Paralichthys hilgendorfii är en fiskart som beskrevs av Steindachner, 1903. Paralichthys hilgendorfii ingår i släktet Paralichthys och familjen Paralichthyidae. Inga underarter finns listade i Catalogue of Life.